# Краузе, Николай Фридрихович
Николай Фридрихович Краузе (1853—22 августа 1924) — русский военный деятель. Генерал от инфантерии (1915). Герой Русско-японской войны. Участник Русско-турецкой и Первой мировой войн.

## Биография
Из дворян Лифляндской губернии. Получил домашнее образование. В 1871 году вступил в службу юнкером в 1-е военное Павловское училище. В 1873 году выпущен подпоручиком в Лейб-гвардии Павловский полк. В 1874 году переименован в прапорщики гвардии. В 1877 году поручик гвардии. Участник Русско-турецкой войны.
В 1883 году произведён в штабс-капитаны гвардии. В 1888 году капитан гвардии. В 1893 году произведён в полковники гвардии.  C 1895 года командир 237-го Кремлёвского резервного батальона. С 1899 года командир 177-го Изборского пехотного полка.

Участник Русско-японской войны. В 1904 году произведён в генерал-майоры с назначением командиром 1-й бригады 9-й Восточно-Сибирской стрелковой дивизии. 30 июля 1905 года награждён Орденом Святого Георгия 4-й степени: 
За отличие в боях 17 и 18 августа 1904 года под гор. Ляояном, где командуя участком, на который легла главная тяжесть боёв обоих дней, несмотря на значительное превосходство неприятельских сил, искусным руководством войск, отбил неоднократные атаки японцев с громадными для них потерями. Всё время боя, находясь под сильным ружейным и артиллерийским огнём, личным примером спокойствия, мужеством и неутомимой энергией подавал пример подчинённым.
С 1906 года командир 2-й бригады 26-й пехотной дивизии. В 1908 году произведён в генерал-лейтенанты с назначением начальником 4-й Сибирской стрелковой дивизии. С 1914 года участник Первой мировой войны.
В 1915 году произведён в генералы от инфантерии с увольнением в отставку, жил в Петрограде.
Скончался в Детском Селе, находясь в доме Высшей артиллерийской школы, кв. 29 (по улице Красной Артиллерии), 22 августа 1924 года. Погребён на Казанском кладбище.

## Награды
- Орден Святого Станислава 3-й степени с мечами и бантом  (1878)
- Орден Святой Анны 4-й степени «За храбрость»  (1878)
- Орден Святой Анны 3-й степени с мечами и бантом  (1878)
- Орден Святой Анны 2-й степени  (1889)
- Орден Святого Владимира 4-й степени (1896)
- Орден Святого Владимира 3-й степени (1896)
- Орден Святого Станислава 1-й степени с мечами  (1904)
- Орден Святого Георгия 4-й степени  (1905)
- Орден Святой Анны 1-й степени с мечами  (1905)
- Золотое оружие «За храбрость» (1906)
- Орден Святого Владимира 2-й степени  (1912; Мечи к ордену — 1915)
- Орден Белого орла с мечами (1915)
- Орден Святого Александра Невского с мечами (1915)